# Roßleithen
Roßleithen is een gemeente in het district Kirchdorf an der Krems in de Oostenrijkse deelstaat Opper-Oostenrijk. De gemeente heeft ongeveer 1800 inwoners. Op 14 juni 2016 waren er 1898 inwoners.

## Geografie
Roßleithen beslaat een oppervlakte van 68 km², waarvan zo'n 60% bebost is. De gemeente ligt aan de voet van de berg Warscheneck, in de Traunviertel, een streek in het zuiden van de deelstaat Opper-Oostenrijk. De meest dichtbijgelegen steden van belang zijn Steyr en Wels, beiden zo'n 60 kilometer ten noorden van Roßleithen.
De gemeente telt zes gehuchten: Mayrwinkl, Pichl, Pießling, Rading, Roßleithen en Schweizersberg.

## Economie
Roßleithen huisvest de fabriek van Schröckenfux (onderdeel van Fux Maschinenbau & Kunststofftechnik GmbH), een van de twee nog actieve producenten van zeisbladen volgens de traditionele Oostenrijkse methode. In het wapenschild van de gemeente staan twee gouden zeisbladen afgebeeld.

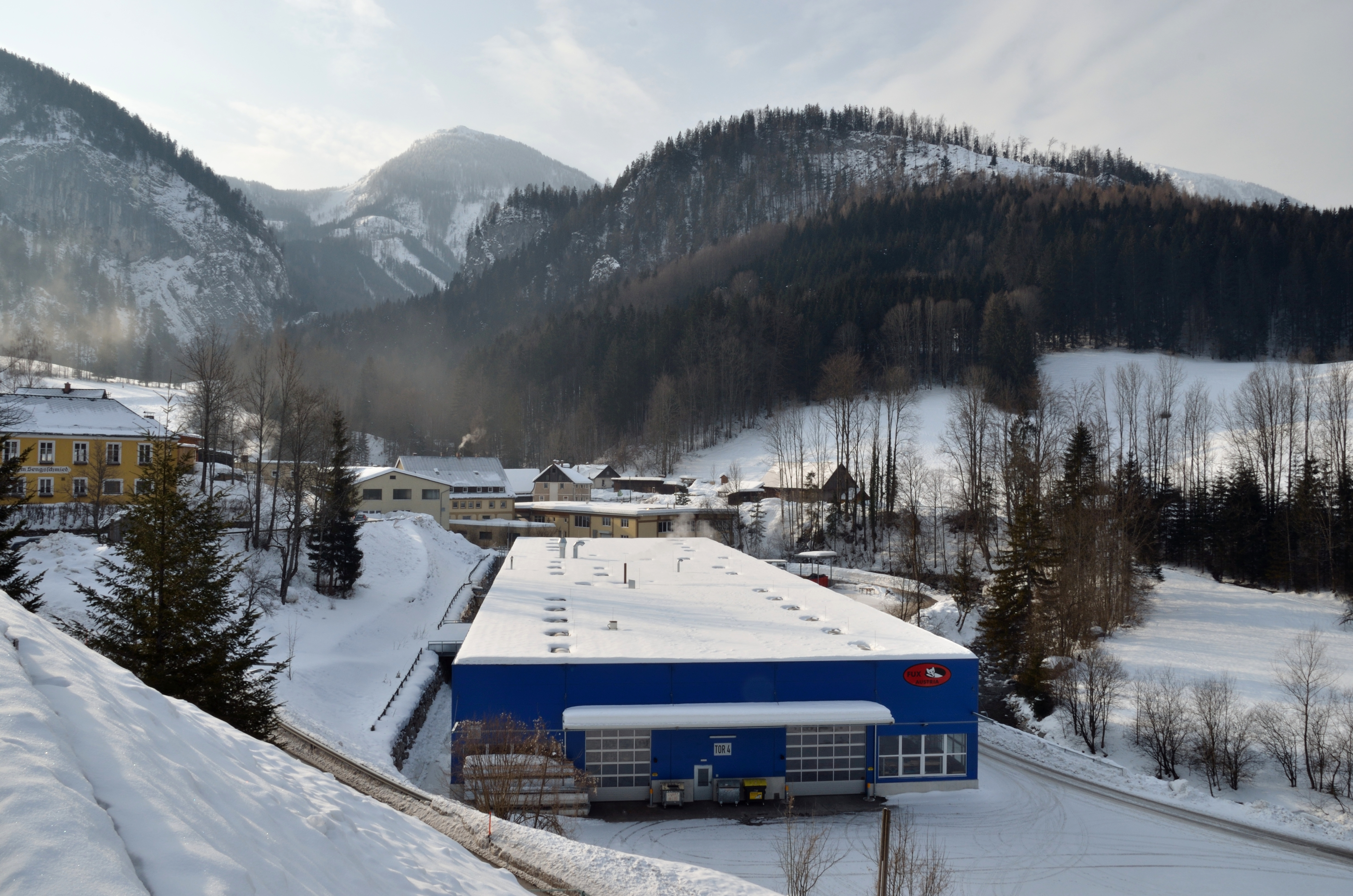
Machinefabriek van Fux
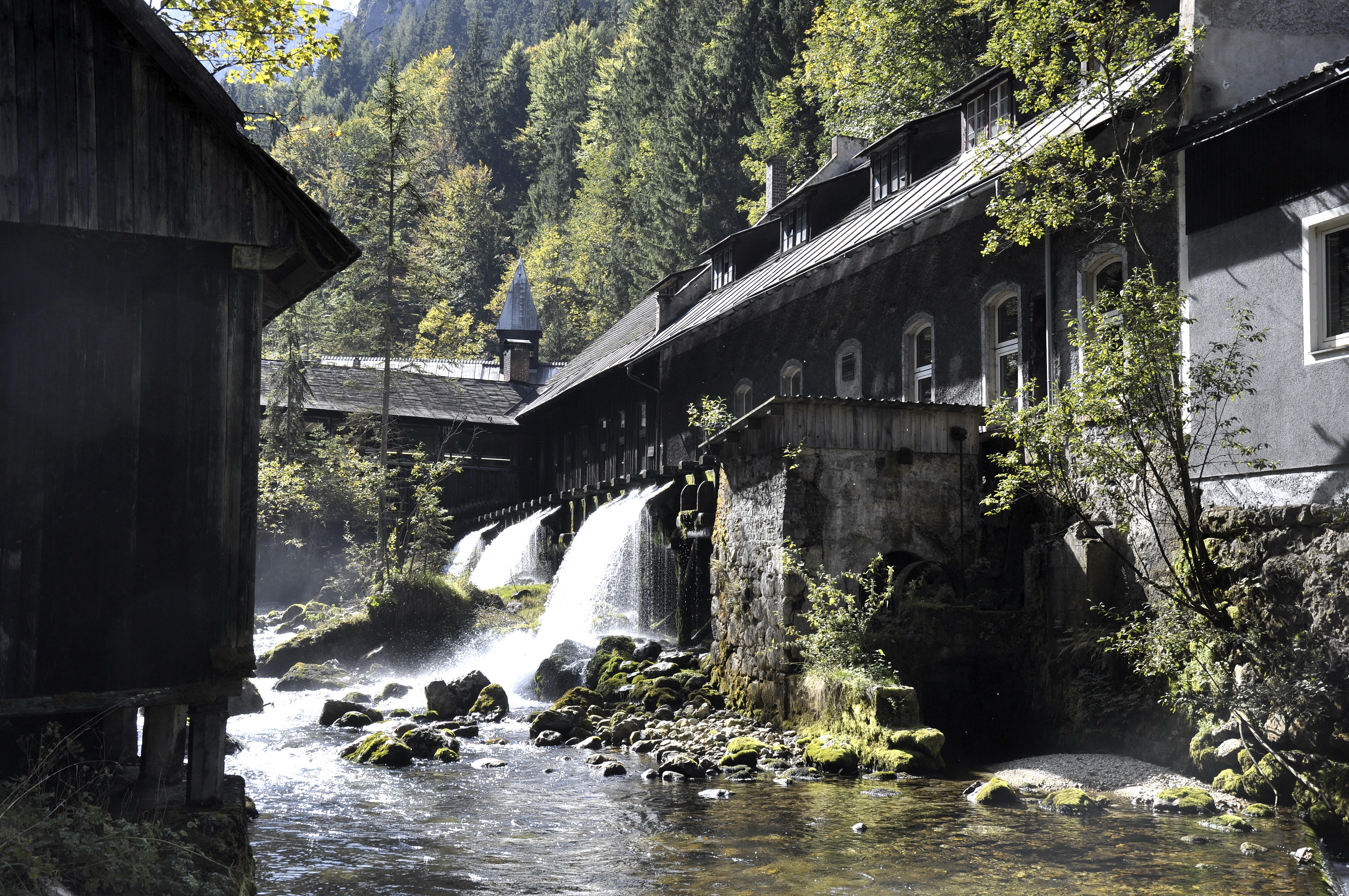
Traditionele werkplaats van zeisbouwer Schröckenfux

Edlbach · Grünburg · Hinterstoder · Inzersdorf im Kremstal · Kirchdorf an der Krems · Klaus an der Pyhrnbahn · Kremsmünster · Micheldorf in Oberösterreich · Molln · Nußbach · Oberschlierbach · Pettenbach · Ried im Traunkreis · Roßleithen · Rosenau am Hengstpaß · Schlierbach · Spital am Pyhrn · St. Pankraz · Steinbach am Ziehberg · Steinbach an der Steyr · Vorderstoder · Wartberg an der Krems · Windischgarsten
- Gemeinsame Normdatei: 2184010-6
- Virtual International Authority File: 158018077
- WorldCat: E39PBJmtyXPJpHKcfWJyfTkkXd